# Institut médical de traumatologie et de réadaptation
L'Institut médical de traumatologie et de réadaptation (IMTR) était un hôpital situé à Loverval, Gerpinnes, inauguré en 1962. Il fait partie du groupe Grand hôpital de Charleroi. Toutes ses activités hospitalières ont été transférées vers le site Les Viviers à Gilly en novembre 2024. Le bâtiment de l'IMTR est maintenant fermé.

## Histoire
Le projet de construction de ce centre médical nait en 1947, de l'initiative de la société Solvay, afin de soigner les ouvriers des usines de la région de Charleroi. En 1955, les études en vue de la réalisation du projet débutent. L’hôpital est ouvert en 1962.
Il se spécialise particulièrement dans le soin apporté aux grands brûlés, et devient le premier hôpital de ce type en Belgique dans les années 1970. Conformément à sa vocation initiale, il soignait alors les ouvriers de la sidérurgie blessés par brûlures.
En 1980, de nouveaux travaux sont réalisés sur le site.
En 2016, l'institut médical prend en charge plusieurs blessés des attentats du 22 mars à Bruxelles,.
En 2017, l’hôpital crée la première "banque de peau" de Wallonie.
En 2024, ses activités (dont le centre de traitements des Brûlés) déménagent sur le site des Viviers à Gilly.